# Tátrai-vonósnégyes
A Tátrai-vonósnégyes 1946-ban alakult magyar zenei együttes, amelynek vezetője Tátrai Vilmos hegedűművész volt.

## Története
A már fiatalon tevékeny, sőt mozgalmas zenei életet élő Tátrai Vilmos 1946-ban Lajtha László ösztönzésére alakította meg vonósnégyesét a Rádiózenekar és a Székesfõvárosi Zenekar szólamvezetőiből. Az első hegedűs maga volt, a második hegedűs Rényi Albert, mélyhegedűn Iványi József, gordonkán pedig Dénes Vera játszott. A kvartett 1946. május 12-én mutatkozott be egy rádiós stúdiókoncerten, ahol Szergej Prokofjev 1941-ben írt 2. vonósnégyesét mutatták be. Az együttes azonnal a zenei élet figyelmének központjába került, Szabó Ferenc ezt írta az Új Szóban megjelent kritikájában: „Kellemes meglepetés volt az első hegedű szólamát előadó Tátrai Vilmos vérbeli kamarazenészt eláruló játéka. Remélhetően ezen szereplése nem véletlen kirándulás volt csak a kamarazene területére.” A fiatal vonósnégyesnek 1947-ben már saját bérleti ciklusa volt, 1948 őszén megnyerte a nemzetközi Bartók-versenyt és a vele járó 12 000 forintot.
A Tátrai-vonósnégyesnek hatalmas repertoárja volt, gyakorlatilag a teljes kvartettirodalmat műsorukon tartották, és rengeteg hangfelvétel készült velük. Fontos szerepet játszottak Bartók Béla és Weiner Leó műveinek a magyar koncertéletbe való visszahozatalában. A második világháború után, 1954-ben, ők játszottak először Dohnányi-művet magyarországi hangversenyen. 1955-ben, Bartók halálának tizedik évfordulója alkalmából, Magyarországon először az ő jóvoltukból hangzott el ciklusszerűen Bartók hat vonósnégyese. A kvartett a 20. század második felének nemzetközi viszonylatban is egyik legjelentősebb együttesévé vált. A klasszikus vonósnégyes-irodalmon kívül több mint kilencven 20. századi szerző műveit játszották, és szinte minden jelentős magyar zeneszerző írt darabot az együttes számára. Haydn és Bartók műveinek felvételeit a mai napig a legjelentősebbek között értékeli a nemzetközi kritika, kiemelve rendkívül finom, bensőséges hangzásukat. Több ezer hangversenyen léptek fel, száznál több hangfelvételt készítettek. A vonósnégyesben az évek folyamán cserélődtek a tagok, második hegedűsként Szűcs Mihály, majd Várkonyi István, brácsásként Konrád György, gordonkásként pedig Banda Ede váltotta az alapítókat.
A vonósnégyes tagjai 1958-ban megkapták a Kossuth-díj II. fokozatát (ekkor Banda, Iványi, Szűcs és Tátrai voltak a kvartett tagjai).